# Karaitščina
Karaitščina (karaitsko karaj tili) je judovski turški jezik iz skupine zahodnoturških ali kipčaških jezikov, kamor spada tudi krimska tatarščina, iz katere se je razvil karaitski jezik. Karaitščina ima kot drugi judovski jeziki jasen hebrejski in aramejski vpliv, nastala pa je v sklopu karaitskega judovstva. Karaitski jezik je soroden krimčakščini, jeziku pravovernih Judov na Krimu, Krimčakov. Ima tri narečja na Krimu, v kraju Trakai v Litvi in v Haliču v zahodni Ukrajini, nekaj Karaitov pa ga govori tudi na Poljskem, kjer so priznani kot narodnostna manjšina. Jezik je kritično ogrožen, se pa vlagajo napori za preživetje.